# Cyathodium indicum
Cyathodium indicum là một loài rêu trong họ Targioniaceae. Loài này được Udar & S.R. Singh mô tả khoa học đầu tiên năm 1978.